# Volpara
Volpara (lombardul: Vulpèra) település Olaszországban, Lombardia régióban, Pavia megyében. Lakosainak száma 129 fő (2023. január 1.). Volpara Colli Verdi, Golferenzo, Montecalvo Versiggia és Alta Val Tidone községekkel határos.

## Népesség
A település lakossága az elmúlt években az alábbi módon változott:
| Lakosok száma | 132  | 132  | 129  |
|               | 2017 | 2018 | 2023 |